# Orlík chocholatý
Orlík chocholatý (Spilornis cheela) je dravý pták z čeledi jestřábovitých rozšířený v rozmezí od jižní Asie, včetně Pákistánu, Indie a Srí Lanky, až po jihovýchodní Asii, Čínu a Indonésii.

## Popis
Náleží mezi středně velké dravce, dorůstá 55–75 cm. Dospělí jedinci mají tmavě hnědý hřbet, křídla a hlavu a světle hnědou spodinu těla se světlým skvrněním. Pohlaví se zbarvením nijak nápadně neliší, mladí ptáci však mají na rozdíl od dospělců světlejší hlavu a spodinu těla.
Tento lesní dravec hnízdí v korunách stromů v blízkosti vodní plochy. Ročně klade pouze jedno vejce do hnízda postaveného z větví. Loví převážně plazy, zejména hady a ještěrky.